# Liste der Kulturdenkmäler in Schweix
In der Liste der Kulturdenkmäler in Schweix sind alle Kulturdenkmäler der rheinland-pfälzischen Ortsgemeinde Schweix aufgeführt. Grundlage ist die Denkmalliste des Landes Rheinland-Pfalz (Stand: 14. Dezember 2023).

## Einzeldenkmäler
| Bezeichnung                               | Lage                                                  | Baujahr                                       | Beschreibung                                                                           | Bild                           |
| ----------------------------------------- | ----------------------------------------------------- | --------------------------------------------- | -------------------------------------------------------------------------------------- | ------------------------------ |
| Wohnhaus                                  | Bitscher Straße 1 Lage                                | 18. Jahrhundert                               | massives Wohnhaus, im Kern wohl aus dem 18. Jahrhundert                                | BW                             |
| Wegekreuz                                 | Friedhofstraße, bei Nr. 11 Lage                       | 1821                                          | Wegekreuz, Typus der Lothringer Kreuze, bezeichnet 1821                                | Fotos hochladen                |
| Wegekreuze                                | Ringstraße, Ecke Bergstraße Lage                      | Ende des 18. oder Anfang des 19. Jahrhunderts | Wegekreuze, Typus der Lothringer Kreuze, Ende des 18. oder Anfang des 19. Jahrhunderts | BW                             |
| Wegekreuz                                 | Ringstraße, bei Nr. 17 Lage                           | 1826                                          | Wegekreuz, Typus der Lothringer Kreuze, bezeichnet 182[6?]                             | Fotos hochladen                |
| Katholische Pfarrkirche Mariä Heimsuchung | Ringstraße 21 Lage                                    | 1801                                          | fünfachsiger Saalbau, 1801, Fassadenturm 1862                                          | weitere Bilder Fotos hochladen |
| Kreuze                                    | Ringstraße, bei Nr. 21 auf dem Kirchhof Lage          | ab 1804                                       | Altarkreuz, bezeichnet 1808; Grabkreuze, nachbarock, 1804–46                           | Fotos hochladen                |
| Wegekreuz                                 | Ringstraße, bei Nr. 33 Lage                           | frühes 19. Jahrhundert                        | Wegekreuz, Typus der Lothringer Kreuze, frühes 19. Jahrhundert                         | BW                             |
| Wegekreuz                                 | südöstlich des Ortes; Flur Oben an den Flößen Lage    | 1900                                          | Wegekreuz, bezeichnet 1900                                                             | BW                             |
| Wegekreuz                                 | südwestlich des Ortes an der K 1; Flur Im Gehren Lage | 1807                                          | Wegekreuz, nachbarock, bezeichnet 1807                                                 | BW                             |